# Graphania aulacias
Graphania aulacias là một loài bướm đêm trong họ Noctuidae.